# Robert Nock
Robert Nock (* 8. September 1971) ist ein englischer Badmintonspieler. 

## Karriere
Robert Nock siegte 1990 bei den Dutch Juniors und den englischen Juniorenmeisterschaften. 1998 und 1999 gewann er die Czech International. 1995 nahm er an den Badminton-Weltmeisterschaften teil.

## Sportliche Erfolge
| Saison | Veranstaltung                             | Disziplin    | Platz | Name                         |
| ------ | ----------------------------------------- | ------------ | ----- | ---------------------------- |
| 1990   | England: Einzelmeisterschaft der Junioren | Herrendoppel | 1     | Robert Nock / Steffan Pandya |
| 1998   | Czech International                       | Herreneinzel | 1     | Robert Nock                  |
| 1999   | Czech International                       | Herreneinzel | 1     | Robert Nock                  |